# Nouveau Musée national (Monaco)
Le nouveau musée national de Monaco, ou simplement Nouveau Musée national, est le musée d'art de la principauté de Monaco. Il valorise son patrimoine et diffuse la création contemporaine au travers d’expositions temporaires dans ses deux établissements : la villa Paloma et la villa Sauber.
En 2022, Björn Dahlström succède à Marie-Claude Beaud à la direction du musée.

## La villa Sauber
La villa Sauber est l'une des dernières villas de style « Belle Époque » de Monaco. Elle appartenait au début des années 1900 à la famille Blanc qui joua un rôle important dans le développement de la Société des bains de mer de Monaco et du casino de Monte-Carlo. En 1904, le peintre anglais Robert Sauber acheta la villa à Edmond Blanc et y installa son atelier. En 1914, la villa fut vendue et revendue avant de revenir au peintre en 1925. Au début des années trente, Sauber légua la villa aux fonds de secours des tribunaux de simple police de Londres. En 1952, Nora MacCaw en devint propriétaire et la revendit en 1957 à la Société immobilière de l'avenue Princesse-Grace.
La villa Sauber et son jardin sont achetés par la Société immobilière domaniale de Monaco en 1957. C'est un espace voué aux expositions temporaires d'art contemporain.

## La villa Paloma
En 1913, l'Américain Edward N. Dickerson fit construire cette villa et son jardin. Vendue en 1920, la villa fut revendue en 1925 à Robert W. Hudson. Après son mariage avec Beatrice Sabina Gaudengio en 1932 la propriété prit le nom de « villa Paloma ». Endommagée au cours de la Seconde Guerre mondiale, la villa fut vendue à Joseph Fissore qui fit restaurer les jardins. En 1993, une société monégasque fit l'acquisition de la villa.
Achetée par l’État monégasque en 1995, et dédiée au Nouveau Musée national en 2008, la villa est aménagée en musée, et offre ensuite une surface d’exposition de 875 m2.

### Architecture
La villa Paloma est l'une des plus belles demeures patriciennes de Monaco. Les vitraux du grand hall d'entrée furent réalisés par le maître-verrier niçois Fassi Cadet.
Les quatre niveaux du bâtiment sont desservis par le grand escalier prolongé jusqu'au rez-de-jardin. La villa a conservé les décors du grand escalier, les vitraux, les mosaïques, les colonnes, les corniches en plafond.
La réalisation du jardin fut confiée à Octave Godard, élève du paysagiste Édouard André (1840-1911). Il y réalisa un des jardins à l'antique.

### Exposition temporaire
Du 7 juillet au 16 octobre 2022, le Nouveau Musée National de Monaco présente une exposition consacrée à l’artiste Christian Bérard (1902 – 1949) à la Villa Paloma : « Christian Bérard, Excentrique Bébé ».

### Collections du musée
- Poupées et boîtes de dévotion de la Collection de Galéa.
- Sculptures de François-Joseph Bosio (1768-1845).
- Costumes et accessoires de scènes, maquettes de décors.
- Maquettes et plan de bâtiments.
- Arts graphiques et peintures, etc.